# Tren ligero de la Ciudad de México
El Tren Ligero de la Ciudad de México es una línea de tren ligero que presta servicio en el sur de la Ciudad de México. Es administrado por el organismo público descentralizado: Servicio de Transportes Eléctricos de la Ciudad de México.
Cuenta con una línea de 13.04 kilómetros. Su parque vehicular está formado por trenes ligeros articulados de piso alto de rodadura férrea. Posee un total de 18 estaciones, de las cuales 16 son de paso y 2 terminales. Está construido de forma superficial.

## Historia

### Los tranvías
El 12 de octubre de 1852 se otorgó la concesión a José Gómez de la Cortina, Conde de la Cortina y de Castro, para construir un sistema de tranvías a vapor del centro del Distrito Federal, hoy Ciudad de México, a Tlalpan.
El 13 de agosto de 1856, Luis Hammeken obtuvo una concesión para construir el ferrocarril Zócalo-Tacubaya. Para lograr su objetivo fundó la Compañía del Ferrocarril México-Tacubaya. A partir de ese momento el sistema de tranvías comenzó a expandirse por la capital mexicana. Diversas empresas se fundaron para ofrecer el servicio en distintas rutas.
Entre 1856 y 1857 las autoridades dispusieron que los tranvías de vapor y gasolina ofrecieran su servicio en la periferia de la ciudad, mientras que el servicio al interior se ofrecería por medio de tranvías de tracción animal (mulas y caballos). A este servicio se le conoció como tranvías de sangre.
A partir de 1896 los servicios de los tranvías fueron controlados por la Compañía de Ferrocarriles del Distrito Federal.
Ante el auge ferrocarrilero durante el gobierno de Porfirio Díaz, a finales del siglo XIX, la Compañía de Ferrocarriles del Distrito Federal decidió convertir su parque vehicular de tracción animal, vapor y gasolina a tracción eléctrica, para lo cual la compañía estadounidense JG Brill Company, con sede en Filadelfia, construyó el parque vehicular. El 15 de enero de 1900, comenzó, de manera oficial, el servicio de tranvías eléctricos en la Ciudad de México.
Inversionistas canadienses y europeos fundaron en la ciudad de Londres, Inglaterra, la Mexico Electric Tramways Company el 13 de abril de 1898. Esta compañía adquirió a finales de 1900 los derechos de explotación del sistema de tranvías de la Ciudad de México. En 1905 la compañía comenzó a tener fuertes problemas económicos y el 20 de noviembre de 1907 concedió el derecho de explotación del sistema a la compañía Mexico Tramways Company creada en Toronto, Canadá, en marzo de 1906.

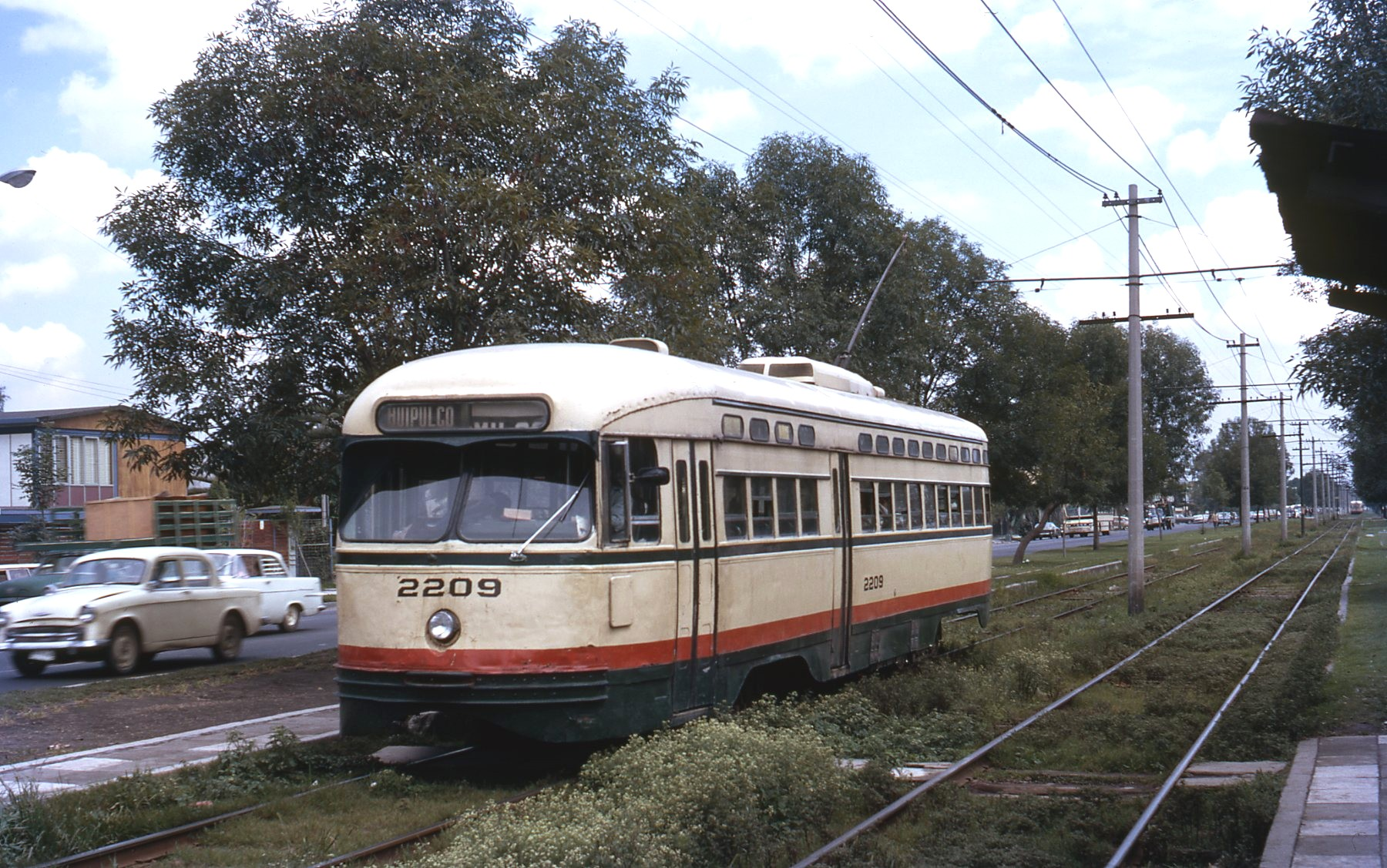
Tranvía modelo PCC en la Calzada de Tlalpan en 1971.

El 3 de febrero de 1945 trabajadores de la Mexico Tramways Company iniciaron una huelga debido a la falta de acuerdos en la revisión del contrato colectivo de trabajo. Javier Rojo Gómez, Regente del Distrito Federal de 1940 a 1946, dictó un acuerdo para ocupar temporalmente los bienes muebles e inmuebles de la Mexico Tramways Company por medio del Servicio de Transportes Urbanos y Suburbanos del Distrito Federal. 
El 30 de septiembre de 1945 se devolvieron los bienes a la Mexico Tramways Company y los trabajadores reiniciaron inmediatamente la huelga. Nuevamente el gobierno federal retuvo los bienes de la compañía hasta el 27 de diciembre, y el 31 de diciembre de 1945 decreta la retención definitiva de esos bienes. Hacia 1946 el gobierno federal acusó a la Mexico Tramways Company de ofrecer un servicio de transporte deficiente. Además, recordó la proximidad del vencimiento de las concesiones.
El 19 de abril de 1947, Miguel Alemán Valdés, presidente de México de 1946 a 1952, decretó la creación de la empresa Servicio de Transportes Eléctricos del Distrito Federal para reestructurar, renovar y operar el sistema de tranvías de la Ciudad de México. La Mexico Tramways Company dejó de operar el sistema de tranvías hasta el 25 de enero de 1952, fecha en la cual el Departamento del Distrito Federal adquirió los activos de la compañía por MXP$ 13,975,000.00
El Servicio de Transportes Eléctricos del DF compró, en 1947, un nuevo tranvía de manufactura estadounidense modelo Presidents' Conference Committee (PCC), el cual fue llamado Tranvía 2000. Seis años después, en agosto de 1953, el Departamento del Distrito Federal ordenó la compra de 91 unidades. El 24 de marzo de 1954 se inauguró el servicio con tranvías PCC.
Entre 1945 y 1946 el Servicio de Transportes Eléctricos del Distrito Federal adquirió en Estados Unidos las primeras unidades de trolebús. El 9 de marzo de 1951 se inauguró la primera ruta formal de trolebuses entre Tacuba y Calzada de Tlalpan.
El 4 de enero de 1956, el gobierno federal decretó la ley para definir al Servicio de Transportes Eléctricos del Distrito Federal como un organismo público descentralizado con personalidad jurídica y patrimonio propio.

### Los últimos tranvías
El servicio de tranvías comenzó a desaparecer al ceder sus rutas paulatinamente al servicio de trolebuses. Factores como la construcción de los ejes viales, entre 1974 y 1982, provocó que varios kilómetros de rieles fueran removidos o sepultados bajo asfalto. Además, el incremento de los automóviles particulares y la construcción del Metro de la Ciudad de México, en 1967, ahondaron aún más la desaparición del servicio.
Algunas rutas previo a su desaparición ofrecieron recorridos turísticos. Un ejemplo es la ruta Cine México-Glorieta de Chilpancingo, que ofreció recorridos turísticos, entre 1971 y 1979, por medio de un tren fabricado por la JG Brill Company en 1899. Este tren fue restaurado por el Servicio de Transportes Eléctricos, que lo denominó como el tranvía cero.
El 19 de febrero de 1979 cerraron oficialmente las últimas rutas de tranvías que operaban en la Ciudad de México. A pesar del cierre oficial, las rutas Tasqueña-Xochimilco y Huipulco-Tlalpan ofrecieron un discreto servicio hasta el año de 1984.

### Transición de tranvía a tren ligero
El proyecto del Tren ligero de la Ciudad de México se caracterizó por la compleja transición tecnológica en el parque vehicular. 
Entre 1986 y 1988 el Servicio de Transportes Eléctricos del Distrito Federal logró reanudar el servicio de tranvías en la zona sur de la Ciudad de México. El proyecto elaborado por el Servicio de Transportes Eléctricos con asesoría de la empresa canadiense Urban Transportation Development Corporation rehabilitó dos rutas del antiguo sistema de tranvías: Tasqueña-Xochimilco y Huipulco-Tlalpan. El proyecto fue llamado Tren ligero.

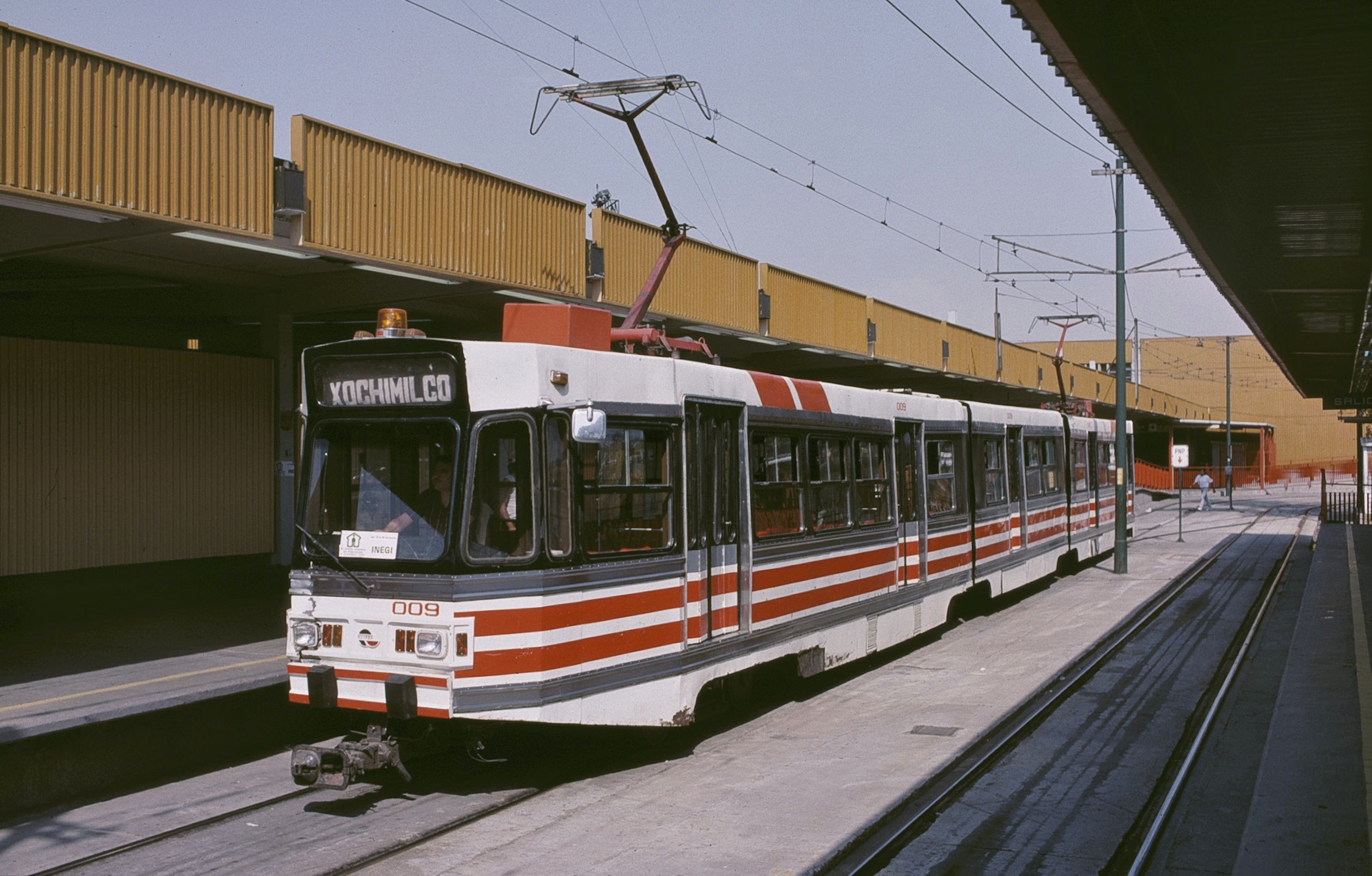
Tren TLM en la estación Tasqueña en 1990.

La empresa mexicana Motores y Adaptaciones Automotrices, SA (MOYADA, SA), construyó trenes ligeros de piso alto utilizando partes provenientes de los antiguos tranvías PCC. Cada unidad construida utilizó de 2,5 a 3 unidades PCC. Se les otorgó la nomenclatura TLM (Tren Ligero Moyada).
Entre 1990 y 1993 las unidades TLM presentaron diversas fallas electromecánicas. Ante esta situación, el Servicio de Transportes Eléctricos implementó una serie de medidas para mejorar el servicio, que incluyeron: la rehabilitación de algunos trenes modelo TLM , en 1990, por la empresa Servicios Integrales de Transporte, SA de CV; adquisición de nuevos trenes (modelo TE-90), en 1991, marca Bombardier, Inc. y en 1993 la construcción por parte de la compañía Servicios Integrales de Transporte, SA de CV, de trenes modelo SINTRA-TLM-90 utilizando los trenes modelo TLM.
Finalmente, en 1995, la empresa canadiense Bombardier Transportation construyó trenes modelo TE-95. A partir de la llegada de este modelo de tren, los trenes TLM salieron de circulación definitivamente.

### Mantenimiento Mayor

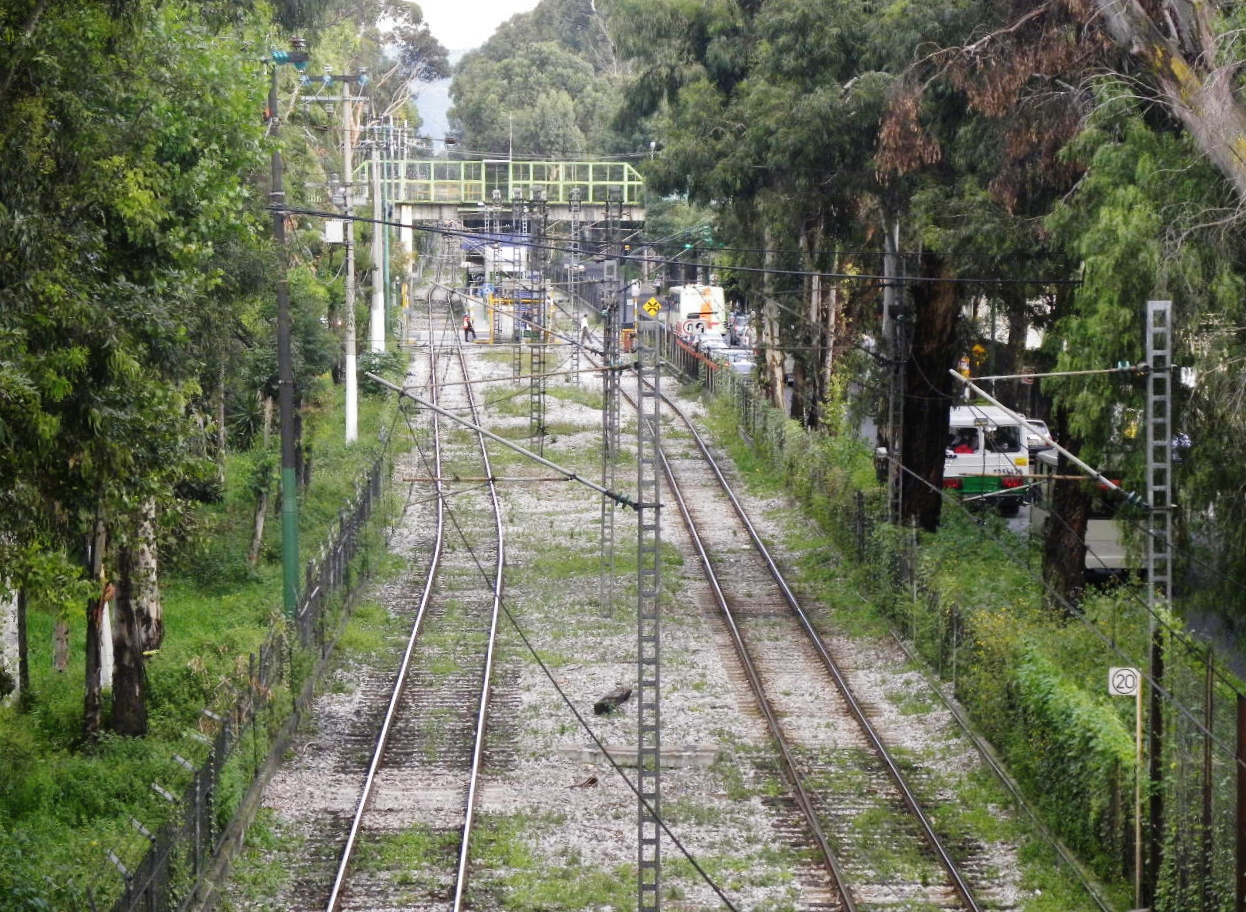
Antiguas vías del Tren Ligero.

Entre 2019 y 2021, se llevaron a cabo la reparación y cambio de vías a todo el sistema. En una primera etapa el tramo que va de Tasqueña a Estadio Azteca, tuvo las reparaciones mayores, debido a la antigüedad de las vías cuyas estaban presentes desde 1904, ya que anteriormente las vías formaron parte del viejo tranvía que circulaba por lo que ahora es el tren ligero, las obras comenzaron el 1 de julio de 2019, con una duración de poco de más de 6 meses en la primera etapa terminando las obras en diciembre de ese mismo año y reabriéndose al público el tramo Tasqueña a Estadio Azteca el día 16 de enero de 2020.
Las siguientes estaciones estuvieron cerradas del 1 de julio de 2019 al 15 de enero de 2020, fueron:
- Estadio Azteca

- El Vergel

- Textitlán

- Registro Federal

- Nezahualpilli

- Xotepingo

- La Virgen

- Ciudad Jardín

- Las Torres

- Tasqueña

Las obras de renovación y reparación de vías y de máquinas de cambio concluyó el 16 de enero de 2020. Esta renovación incrementó la velocidad comercial y el recorrido completo que pasó de 60 minutos a 35 minutos.
Como parte de las obras de renovación y reparación de vías, se continuaron con las obras en el tramo restante del tren ligero.
Las siguientes estaciones que estuvieron cerradas del 2 de mayo de 2020 al 30 de enero de 2021, fueron:
- Xochimilco
- Francisco Goitia
- Huichapan
- La Noria
- Tepepan
- Periférico-Participación Ciudadana
- Xomali
- Huipulco

Estas estaciones estuvieron cerradas desde el 2 de mayo de 2020, para su mantenimiento mayor. Al igual que la obra anterior, las obras concluyeron al 100% en diciembre de ese mismo año, llevándose a cabo la reapertura definitiva el 31 de enero de 2021, concluyendo así esta rehabilitación mayor que duró casi 2 años (desde julio de 2019 hasta febrero de 2021).

## Ruta
Es la única línea del sistema en operación. Está integrada por 18 estaciones y su color distintivo es el azul. Está construida al sur de la Ciudad de México con dirección norte-sur de Tasqueña a Huipulco y dirección norponiente-suroriente de Huipulco a Xochimilco. Tiene una longitud de 13.04 kilómetros para el servicio de pasajeros.

El primer tramo inaugurado fue Tasqueña-Estadio Azteca en agosto de 1986.

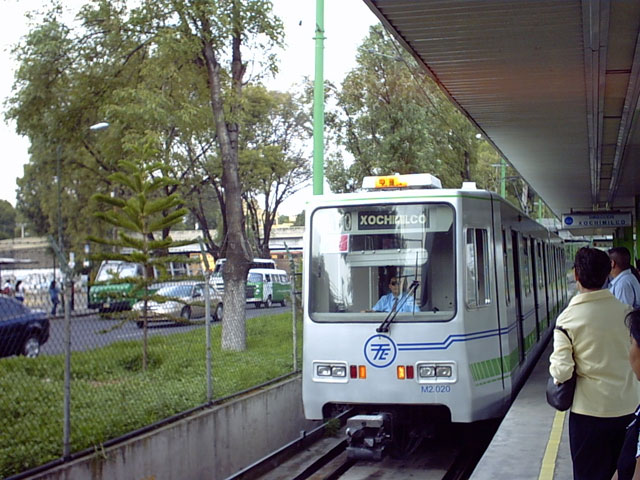
Tren en la Estadio Azteca.

En 1988 se amplió el servicio hasta la estación Xochimilco (hoy Francisco Goitia). En años posteriores se construyó una estación más llamada Embarcadero (después nombrada Xochimilco).
Entre 1986 y 1990 se estableció un ramal sobre la Av. Renato Leduc de la estación Huipulco hasta la Av. San Fernando. Al igual que la línea principal, se empleó el derecho de vía perteneciente a la antigua red de tranvías de la Ciudad de México. En 1990 el servicio fue suspendido en este ramal.
El 27 de septiembre de 2007 se dio a conocer la reubicación de la estación terminal Xochimilco. Las autoridades del Servicio de Transportes Eléctricos argumentaron que la estación localizada en Av. Cuauhtémoc, entre la calle Ramírez del Castillo y la Av. José María Morelos y Pavón, presentaba limitaciones de espacio. Tales limitaciones provocaban retraso en las operaciones de abordaje del tren.
El 17 de noviembre de 2007 se iniciaron los trabajos de construcción de la nueva terminal Xochimilco (simultáneamente comenzó la demolición de la antigua terminal). La nueva estación se ubica en Av. Cuauhtémoc, entre las calles Gladiolas y Margaritas. Para garantizar las maniobras y rápido abordaje del tren, la nueva estación cuenta con tres andenes y dos vías. Entró en operación el 14 de diciembre de 2008.
El tipo de construcción es superficial en todo su trayecto. El Tren Ligero está construido en las avenidas: Guatemala, Calzada de Tlalpan, Calzada Acueducto, Calzada México-Xochimilco, Guadalupe I. Ramírez, 20 de noviembre y Cuauhtémoc.

## Afluencia de pasajeros
De acuerdo con datos del INEGI, en 2017 se transportó en promedio a unos 83 mil pasajeros diarios; y sus 20 unidades recorrieron, en un promedio diario, 4,934 kilómetros en total.
| Año  | km recorridos | Pasajeros transportados | Ingreso    |
| ---- | ------------- | ----------------------- | ---------- |
| 1995 | 1,404,000     | 25,796,000              | 6,839,000  |
| 1996 | 1,634,000     | 32,399,000              | 20,084,000 |
| 1997 | 1,697,000     | 19,678,000              | 22,023,000 |
| 1998 | 1,649,000     | 15,730,000              | 23,322,000 |
| 1999 | 1,754,000     | 17,121,000              | 27,927,000 |
| 2000 | 1,732,000     | 17,877,000              | 26,814,000 |
| 2001 | 1,480,000     | 16,438,000              | 24,566,000 |
| 2002 | 1,387,000     | 15,139,000              | 30,288,000 |
| 2003 | 1,444,000     | 15,749,000              | 31,147,000 |
| 2004 | 1,506,000     | 17,498,000              | 35,244,000 |
| 2005 | 1,550,000     | 18,289,000              | 37,011,000 |
| 2006 | 1,540,000     | 19,438,000              | 39,578,000 |
| 2007 | 1,548,000     | 20,999,000              | 42,212,000 |
| 2008 | 1,580,000     | 20,495,000              | 41,213,000 |
| 2009 | 1,917,000     | 25,307,000              | 51,044,000 |
| 2010 | 2,019,000     | 25,643,000              | 77,251,000 |
| 2011 | 2,089,000     | 27,540,000              | 82,901,000 |
| 2012 | 2,024,000     | 31,423,000              | 84,715,000 |
| 2013 | 1,966,000     | 29,815,000              | 64,927,000 |
| 2014 | 1,909,000     | 29,370,000              | 64,076,000 |
| 2015 | 2,091,000     | 32,540,000              | 87,770,000 |
| 2016 | 2,104,000     | 35,060,000              | 64,480,000 |
| 2017 | 1,801,000     | 30,339,000              | 82,165,000 |
| 2018 | 1,708,030     | 33,767,073              | 89,796,264 |
| 2019 | 1,183,404     | 27,303,623              | 64,268,000 |
| 2020 | 939,000       | 14,637,000              | 25,272,000 |
| 2021 | 1,216,106     | 16,166,660              | 43,851,670 |
| 2022 | 1,236,318     | 23,743,070              | 65,820,760 |

Los ingresos en 2016 son bajos respecto al número de pasajeros porque de mediados marzo hasta finales de junio, el servicio fue gratuito debido a las contingencias ambientales registradas en ese periodo, como un incentivo para el uso del transporte público.

## Identidad corporativa
Como parte de la unificación de la Movilidad Integrada del Valle de México. Este sistema tuvo cambios significativo en su identidad icono gráfica, rediseñando todos los iconos (excepto la estación Tasqueña que toma su ícono de la estación homónima de la Línea 2 del Metro) existente del sistema, dándole más identidad a la red y nuevos significados al algunas estaciones respecto al significado original, como ocurre en la estación La Noria.
Todo este trabajo fue realizado por Lance Wyman y su equipo, que fue nuevamente llamado en el gobierno de la Ciudad de México de Claudia Sheinbaum, para diseñar la nueva identidad de la movilidad integrada, que ha estado impulsando en su administración capitalina.

## Tarifas y sistemas de pago
Desde el 2 de enero de 2010 el costo de un viaje tenía un valor de MXN $3.00 (0.13 euros o 0.15 dólares estadounidenses en 2018) 
Actualmente el costo del Viaje es de MXN $4.00 Para cubrir el costo es necesario comprar una Tarjeta de Movilidad Integrada del Gobierno de la CDMX que tiene un valor entre MXN $20.00 y $21.00 (1.10 y 1.15 euros, 1.19 y 1.25 dólares estadounidenses en 2024 aproximadamente).

## Conexión con otros sistemas de transporte público
Algunas estaciones del tren ligero tienen conexión con otros sistemas de transporte público. Las estaciones Tasqueña, Estadio Azteca y Francisco Goitia tienen conexión con Centros de Transferencia Modal. Los Centros de Transferencia Modal, conocidos coloquialmente como paraderos, son espacios en donde confluyen diversos tipos y rutas de transporte de pasajeros. Su objetivo es facilitar el movimiento de pasajeros entre los sistemas de transporte que allí convergen.
La estación Tasqueña enlaza con la línea 2 del Metro de la Ciudad de México. Para acceder al Metro de la Ciudad de México se necesita comprar un boleto diferente o la tarjeta recargable propia de este sistema.

## Parque vehicular

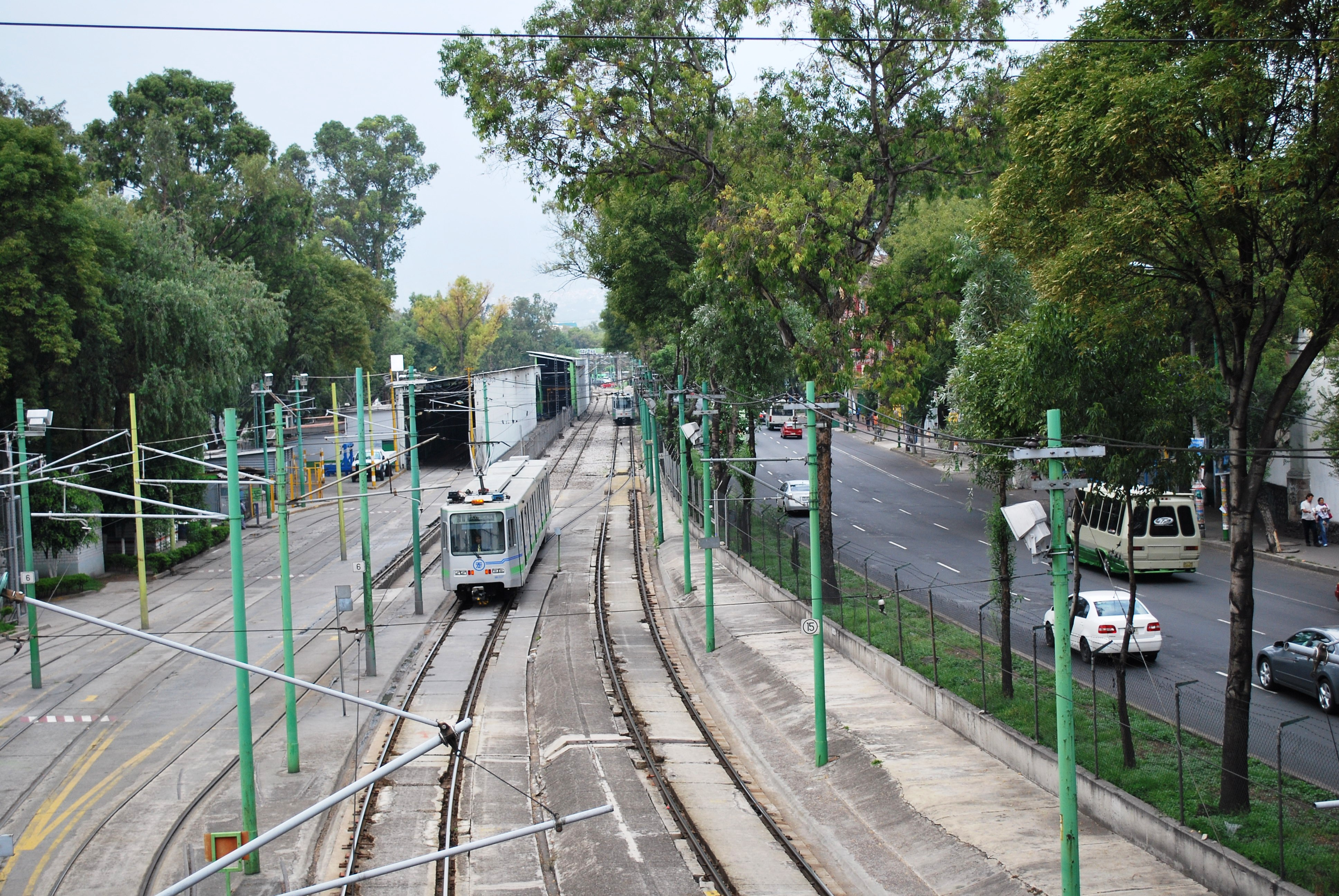
Talleres cerca de la estación Estadio Azteca.

El parque vehicular está formado por 24 trenes ligeros articulados de piso alto de rodadura férrea con ancho de vía de 1,435 m. Los trenes poseen un pantógrafo en la parte superior para recibir la tensión de 600 Vcc suministrada por medio de una catenaria.
Algunas de sus características son:
- longitud: 29.56 m
- ancho: 2.65 m
- altura del piso: 1.02 m
- velocidad máxima de servicio 80 km/h
- capacidad máxima: 300 pasajeros
- peso vacío: 40 000 kg

Todos los trenes presentan una cromática color gris con discretas franjas en color azul y verde en los costados. En diciembre de 1991 comenzaron a circular 12 trenes marca Bombardier modelo TE-90, con tecnología de Siemens AG y armados por la Constructora Nacional de Carros de Ferrocarril. 
En 1995 el parque vehicular fue complementado con 4 trenes modelo TE-95 similares a los TE-90. Con la llegada de los TE-95, los antiguos trenes modelo TLM salieron de circulación definitivamente. Once años después, el 8 de mayo de 2006, el Gobierno del Distrito Federal emitió la licitación para adquirir cuatro nuevos trenes con el propósito de incrementar un 30% la oferta en el servicio. La empresa ganadora, Bombardier Transportation México, fabricó cuatro unidades de tren ligero modelo TE-06 con un costo de USD$ 15.5 millones. Las unidades comenzaron a entregarse desde julio de 2008 y entraron en operación el 14 de diciembre de 2008.
En 2012 la empresa Bombardier Transportation México ganó otra licitación para construir cuatro trenes modelo TE-12 con un costo de USD$ 18 millones. Fueron entregados al STEDF entre mayo y noviembre de 2014.
En 2022, sería anunciado que CRRC Zhuzhou Locomotive sería la ganadora de una licitación para la adquisición de nueve nuevos trenes ligeros con un costo de 438.1 millones de pesos. Se anunció también que las nuevas unidades contarán con iluminación, cámaras de videovigilancia e intercomunicación entre vagones y cabina, además de que tendrán un GPS que permitirá su seguimiento en tiempo real y ayudará a regular la operación de su servicio.
| Parque vehicular | Parque vehicular | Parque vehicular                          | Parque vehicular |
| Modelo           | Rodadura         | Compañía o consorcio constructor          | Procedencia      |
| ---------------- | ---------------- | ----------------------------------------- | ---------------- |
| TLM              | férrea           | Motores y Adaptaciones Automotrice S.A.   | México           |
| TE-90            | férrea           | Concarril-Bombardier-Siemens              | México           |
| TE-95            | férrea           | Bombardier-Concarril S.A. de C.V.-Siemens | México           |
| TE-06            | férrea           | Bombardier-Siemens                        | México           |
| TE-12            | férrea           | Bombardier-Concarril S.A. de C.V.-Siemens | México           |
| TE-23            | férrea           | CRRC Zhuzhou Locomotive                   | China            |

## Planes a Futuro

### 2012
En 2012 el STEDF realizó varias acciones para modernizar el servicio de Tren Ligero, las cuales incluyeron:
- Instalación en todas las estaciones de controles de acceso por medio de tarjeta inteligente.
- Cambio de bancas y luminarias.
- Sustitución de láminas y malla ciclónica por vidrio (únicamente en estaciones).

A mediados del año 2016 se rehabilitó el sistema de catenaria entre las estaciones Xotepingo y Taxqueña. En los últimos días del 2016 y a principios del año 2017, se rehabilitó la catenaria entre las estaciones Xotepingo y Textitlán.
Para el año 2017 se tenía contemplada la instalación de elevadores en todas las estaciones del tramo Estadio Azteca - Taxqueña.

### 2020
En 2020, la Secretaría de Transporte y Comunicaciones anunció el proyecto de la Línea 2 del Tren Ligero, esta partiría de Buenavista en la Ciudad de México a Río Hondo en Naucalpan, Estado de México, en una primera etapa, en una posterior segunda etapa se busca la construcción de un ramal a la Estación Refinería de la línea 7 del metro utilizando la vía del tren "N".